# Atletismo nos Jogos da Commonwealth de 2018
O atletismo nos Jogos da Commonwealth de 2018 foi realizado em Gold Coast, na Austrália, entre os dias 8 e 15 de abril. As provas de pista e campo foram realizadas no Estádio Carrara, enquanto que a marcha atlética, que retornou ao programa após não ter sido disputada em 2014, foi realizada na praia de Currumbin e a maratona no Southport Broadwater Parklands. Um total de 58 eventos distribuíram medalhas, sendo que seis foram para atletas de elite com deficiência (EAD).

## Medalhistas
Masculino
| Evento                         | Ouro                                                                             | Prata                                                                                                | Bronze                                                                           |
| 100 metros detalhes            | Akani Simbine RSA África do Sul                                                  | Henricho Bruintjies RSA África do Sul                                                                | Yohan Blake JAM Jamaica                                                          |
| 200 metros detalhes            | Jereem Richards TTO Trinidad e Tobago                                            | Aaron Brown CAN Canadá                                                                               | Leon Reid NIR Irlanda do Norte                                                   |
| 400 metros detalhes            | Isaac Makwala BOT Botswana                                                       | Baboloki Thebe BOT Botswana                                                                          | Javon Francis JAM Jamaica                                                        |
| 800 metros detalhes            | Wycliffe Kinyamal KEN Quênia                                                     | Kyle Langford ENG Inglaterra                                                                         | Luke Mathews AUS Austrália                                                       |
| 1500 metros detalhes           | Elijah Manangoi KEN Quênia                                                       | Timothy Cheruiyot KEN Quênia                                                                         | Jake Wightman SCO Escócia                                                        |
| 5000 metros detalhes           | Joshua Cheptegei UGA Uganda                                                      | Mohammed Ahmed CAN Canadá                                                                            | Edward Zakayo KEN Quênia                                                         |
| 10000 metros detalhes          | Joshua Cheptegei UGA Uganda                                                      | Mohammed Ahmed CAN Canadá                                                                            | Rodgers Kwemoi KEN Quênia                                                        |
| 110 m com barreiras detalhes   | Ronald Levy JAM Jamaica                                                          | Hansle Parchment JAM Jamaica                                                                         | Nicholas Hough AUS Austrália                                                     |
| 400 m com barreiras detalhes   | Kyron McMaster IVB Ilhas Virgens Britânicas                                      | Jeffrey Gibson BAH Bahamas                                                                           | Jaheel Hyde JAM Jamaica                                                          |
| 3000 m com obstáculos detalhes | Conseslus Kipruto KEN Quênia                                                     | Abraham Kibiwott KEN Quênia                                                                          | Amos Kirui KEN Quênia                                                            |
| Revezamento 4x100 m detalhes   | Reuben Arthur Zharnel Hughes Richard Kilty Harry Aikines-Aryeetey ENG Inglaterra | Henricho Bruintjies Emile Erasmus Anaso Jobodwana Akani Simbine RSA África do Sul                    | Everton Clarke Oshane Bailey Warren Weir Yohan Blake Nigel Ellis* JAM Jamaica    |
| Revezamento 4x400 m detalhes   | Leaname Maotoanong Baboloki Thebe Onkabetse Nkobolo Isaac Makwala BOT Botsuana   | O'Jay Ferguson Teray Smith Stephen Newbold Alonzo Russell Michael Mathieu* Ramon Miller* BAH Bahamas | Jermaine Gayle Demish Gaye Jamari Rose Javon Francis Peter Matthews* JAM Jamaica |
| Maratona detalhes              | Michael Shelley AUS Austrália                                                    | Solomon Mutai UGA Uganda                                                                             | Robbie Simpson SCO Escócia                                                       |
| Marcha atlética 20 km detalhes | Dane Bird-Smith AUS Austrália                                                    | Tom Bosworth ENG Inglaterra                                                                          | Samuel Gathimba KEN Quênia                                                       |
| Salto em altura detalhes       | Brandon Starc AUS Austrália                                                      | Jamal Wilson BAH Bahamas                                                                             | Django Lovett CAN Canadá                                                         |
| Salto com vara detalhes        | Kurtis Marschall AUS Austrália                                                   | Shawnacy Barber CAN Canadá                                                                           | Luke Cutts ENG Inglaterra                                                        |
| Salto em distância detalhes    | Luvo Manyonga RSA África do Sul                                                  | Henry Frayne AUS Austrália                                                                           | Ruswahl Samaai RSA África do Sul                                                 |
| Salto triplo detalhes          | Troy Doris GUY Guiana                                                            | Yordanys Durañona DMA Dominica                                                                       | Marcel Mayack CMR Camarões                                                       |
| Arremesso de peso detalhes     | Tomas Walsh NZL Nova Zelândia                                                    | Chukwuebuka Enekwechi NGR Nigéria                                                                    | Tim Nedow CAN Canadá                                                             |
| Lançamento de disco detalhes   | Fedrick Dacres JAM Jamaica                                                       | Traves Smikle JAM Jamaica                                                                            | Apostolos Parellis CYP Chipre                                                    |
| Lançamento de martelo detalhes | Nick Miller ENG Inglaterra                                                       | Matthew Denny CAN Canadá                                                                             | Mark Dry SCO Escócia                                                             |
| Lançamento de dardo detalhes   | Neeraj Chopra IND Índia                                                          | Hamish Peacock AUS Austrália                                                                         | Anderson Peters GRN Granada                                                      |
| Decatlo detalhes               | Lindon Victor GRN Granada                                                        | Pierce Lepage CAN Canadá                                                                             | Cedric Dubler AUS Austrália                                                      |

* Participaram apenas das eliminatórias, mas receberam medalhas.
Feminino
| Evento                         | Ouro                                                                               | Prata                                                                               | Bronze                                                                               |
| 100 metros detalhes            | Michelle-Lee Ahye TTO Trinidad e Tobago                                            | Christania Williams JAM Jamaica                                                     | Gayon Evans JAM Jamaica                                                              |
| 200 metros detalhes            | Shaunae Miller-Uibo BAH Bahamas                                                    | Shericka Jackson JAM Jamaica                                                        | Dina Asher-Smith ENG Inglaterra                                                      |
| 400 metros detalhes            | Amantle Montsho BOT Botsuana                                                       | Anastasia Le-Roy JAM Jamaica                                                        | Stephenie Ann McPherson JAM Jamaica                                                  |
| 800 metros detalhes            | Caster Semenya RSA África do Sul                                                   | Margaret Wambui KEN Quênia                                                          | Natoya Goule JAM Jamaica                                                             |
| 1500 metros detalhes           | Caster Semenya RSA África do Sul                                                   | Beatrice Chepkoech KEN Quênia                                                       | Melissa Courtney WAL País de Gales                                                   |
| 5000 metros detalhes           | Hellen Obiri KEN Quênia                                                            | Margaret Chelimo Kipkemboi KEN Quênia                                               | Laura Weightman ENG Inglaterra                                                       |
| 10000 metros detalhes          | Stella Chesang UGA Uganda                                                          | Stacey Chepkemboi Ndiwa KEN Quênia                                                  | Mercyline Chelangat UGA Uganda                                                       |
| 100 m com barreiras detalhes   | Oluwatobiloba Amusan NGR Nigéria                                                   | Danielle Williams JAM Jamaica                                                       | Yanique Thompson JAM Jamaica                                                         |
| 400 m com barreiras detalhes   | Janieve Russell JAM Jamaica                                                        | Eilidh Doyle SCO Escócia                                                            | Wenda Nel RSA África do Sul                                                          |
| 3000 m com obstáculos detalhes | Aisha Praught-Leer JAM Jamaica                                                     | Celliphine Chepteek Chespol KEN Quênia                                              | Purity Cherotich Kirui KEN Quênia                                                    |
| Revezamento 4x100 m detalhes   | Asha Philip Dina Asher-Smith Bianca Williams Lorraine Ugen ENG Inglaterra          | Christania Williams Natasha Morrison Gayon Evans Elaine Thompson JAM Jamaica        | Joy Udo-Gabriel Blessing Okagbare Oluwatobiloba Amusan Rosemary Chukwuma NGR Nigéria |
| Revezamento 4x400 m detalhes   | Christine Day Anastasia Le-Roy Janieve Russell Stephenie Ann McPherson JAM Jamaica | Patience Okon George Glory Onome Nathaniel Praise Idamadudu Yinka Ajayi NGR Nigéria | Galefele Moroko Christine Botlogetswe Loungo Matlhaku Amantle Montsho BOT Botsuana   |
| Maratona detalhes              | Helalia Johannes NAM Namíbia                                                       | Lisa Jane Weightman AUS Austrália                                                   | Jessica Trengove AUS Austrália                                                       |
| Marcha atlética 20 km detalhes | Jemima Montag AUS Austrália                                                        | Alana Barber NZL Nova Zelândia                                                      | Bethan Davies WAL País de Gales                                                      |
| Salto em altura detalhes       | Levern Spencer LCA Santa Lúcia                                                     | Morgan Lake ENG Inglaterra                                                          | Nicola McDermott AUS Austrália                                                       |
| Salto com vara detalhes        | Alysha Newman CAN Canadá                                                           | Eliza McCartney NZL Nova Zelândia                                                   | Nina Kennedy AUS Austrália                                                           |
| Salto em distância detalhes    | Christabel Nettey CAN Canadá                                                       | Brooke Stratton AUS Austrália                                                       | Shara Proctor ENG Inglaterra                                                         |
| Salto triplo detalhes          | Kimberley Williams JAM Jamaica                                                     | Shanieka Ricketts JAM Jamaica                                                       | Thea LaFond DMA Dominica                                                             |
| Arremesso de peso detalhes     | Danniel Thomas-Dodd JAM Jamaica                                                    | Valerie Adams NZL Nova Zelândia                                                     | Brittany Crew CAN Canadá                                                             |
| Lançamento de disco detalhes   | Dani Stevens AUS Austrália                                                         | Seema Antil IND Índia                                                               | Navjeet Dhillon IND Índia                                                            |
| Lançamento de martelo detalhes | Julia Ratcliffe NZL Nova Zelândia                                                  | Alexandra Hulley AUS Austrália                                                      | Lara Nielsen AUS Austrália                                                           |
| Lançamento de dardo detalhes   | Kathryn Mitchell AUS Austrália                                                     | Kelsey-Lee Roberts AUS Austrália                                                    | Sunette Viljoen RSA África do Sul                                                    |
| Heptatlo detalhes              | Katarina Johnson-Thompson ENG Inglaterra                                           | Nina Schultz CAN Canadá                                                             | Niamh Emerson ENG Inglaterra                                                         |

EAD masculino
| Evento                         | Ouro                             | Prata                                | Bronze                                |
| 100 m T12 detalhes             | Ndodomzi Ntutu RSA África do Sul | Hilton Langenhoven RSA África do Sul | Muhamad Afiq Ali Hanafiah MAS Malásia |
| 100 m T38 detalhes             | Evan O'Hanlon AUS Austrália      | Dyan Buis RSA África do Sul          | Charl du Toit RSA África do Sul       |
| 100 m T47 detalhes             | Suwaibidu Galadima NGR Nigéria   | James Arnott ENG Inglaterra          | Tevaughn Thomas JAM Jamaica           |
| 1500 m T54 detalhes            | Alex Dupont CAN Canadá           | Kurt Fearnley AUS Austrália          | Jake Lappin AUS Austrália             |
| Maratona T54 detalhes          | Kurt Fearnley AUS Austrália      | John Smith ENG Inglaterra            | Simon Lawson ENG Inglaterra           |
| Arremesso de peso F38 detalhes | Cameron Crombie AUS Austrália    | Marty Jackson AUS Austrália          | Reinhardt Hamman RSA África do Sul    |

EAD feminino
| Evento                           | Ouro                             | Prata                            | Bronze                         |
| 100 m T35 detalhes               | Isis Holt AUS Austrália          | Maria Lyle SCO Escócia           | Brianna Coop AUS Austrália     |
| 100 m T38 detalhes               | Sophie Hahn ENG Inglaterra       | Rhiannon Clarke AUS Austrália    | Olivia Breen WAL País de Gales |
| 1500 m T54 detalhes              | Madison de Rozario AUS Austrália | Angie Ballard AUS Austrália      | Diane Roy CAN Canadá           |
| Maratona T54 detalhes            | Madison de Rozario AUS Austrália | Eliza Ault-Connell AUS Austrália | Jade Jones ENG Inglaterra      |
| Salto em distância T38 detalhes  | Olivia Breen WAL País de Gales   | Erin Cleaver AUS Austrália       | Taylor Doyle AUS Austrália     |
| Lançamento de dardo F46 detalhes | Hollie Arnold WAL País de Gales  | Holly Robinson NZL Nova Zelândia | Friana Kwevira VAN Vanuatu     |

## Quadro de medalhas
| Ordem | País                     | Medalha de ouro | Medalha de prata | Medalha de bronze | Total |
| ----- | ------------------------ | --------------- | ---------------- | ----------------- | ----- |
| 1     | Austrália                | 13              | 13               | 10                | 36    |
| 2     | Jamaica                  | 7               | 8                | 10                | 25    |
| 3     | Inglaterra               | 5               | 5                | 7                 | 17    |
| 4     | África do Sul            | 5               | 4                | 5                 | 14    |
| 5     | Quénia                   | 4               | 7                | 5                 | 16    |
| 6     | Canadá                   | 3               | 6                | 4                 | 13    |
| 7     | Botswana                 | 3               | 1                | 1                 | 5     |
|       | Uganda                   | 3               | 1                | 1                 | 5     |
| 9     | Nova Zelândia            | 2               | 4                |                   | 6     |
| 10    | Nigéria                  | 2               | 2                | 1                 | 5     |
| 11    | País de Gales            | 2               |                  | 3                 | 5     |
| 12    | Trindade e Tobago        | 2               |                  |                   | 2     |
| 13    | Bahamas                  | 1               | 3                |                   | 4     |
| 14    | Índia                    | 1               | 1                | 1                 | 3     |
| 15    | Granada                  | 1               |                  | 1                 | 2     |
| 16    | Guiana                   | 1               |                  |                   | 1     |
|       | Ilhas Virgens Britânicas | 1               |                  |                   | 1     |
|       | Namíbia                  | 1               |                  |                   | 1     |
|       | Santa Lúcia              | 1               |                  |                   | 1     |
| 20    | Escócia                  |                 | 2                | 3                 | 5     |
| 21    | Domínica                 |                 | 1                | 1                 | 2     |
| 22    | Chipre                   |                 |                  | 1                 | 1     |
|       | Irlanda do Norte         |                 |                  | 1                 | 1     |
|       | Malásia                  |                 |                  | 1                 | 1     |
|       | Vanuatu                  |                 |                  | 1                 | 1     |
| TOTAL | TOTAL                    | 58              | 58               | 58                | 174   |